# Karl Ferdinand Braun
Karl Ferdinand Braun, nemški fizik, * 6. junij 1850, Fulda, Nemčija, † 20. april 1918, New York, New York, ZDA.
Braun je leta 1909 skupaj z Marconijem prejel Nobelovo nagrado za fiziko za doprinose k razvoju brezžične telegrafije.